# Білл Лішман
Білл Лішман (12 лютого 1939 — 30 грудня 2017) — канадський винахідник, художник і ентузіаст моторного дельтапланеризму. Світову популярність здобув після того, як у 1993 році за допомогою моторного дельтаплана провів ключ канадських казарок з Онтаріо до Північної Вірджинії.

## Дельтапланеризм
У 1970-х роках Лішман переселився на ферму площею 100 акрів поблизу Порт-Перрі, Онтаріо. Скориставшись близькістю до високого пагорба Пурпл-Гілл, Лішман почав конструювати та випробовувати літальні пристрої. Спочатку це було довге крило, за допомогою якого Лішман злітав, збігаючи з пагорба. У 1978 році, додавши до свого дельтаплана двигун для ґокарта, він став піонером моторного дельтапланеризму в Канаді.

## Мистецтво
Засобом існування Лішмана було мистецтво. Переважно він створював великі сталеві скульптури людей, тварин і неживих об'єктів. Він також проєктував інтер'єри та меблі. У 1971 році він створив достовірну репліку посадкового модуля, на якому екіпаж Аполлона-11 сів на Місяць. У 1983 р. копію придбали організатори космічної виставки в Японії, а потім подарували музею в Оклахомі. Ще одним незвичайним арт-проєктом стало будівництво копії Стоунгенджа зі старих автомобілів. Один із найвідоміших проєктів Лішмана — великий (250 м²) підземний будинок, споруджений на початку 1990-х років, де він жив зі своєю дружиною.

## Птахи
У 1980-х роках Білл Лішман зацікавився можливістю використання моторного дельтаплана для збереження зникаючих видів водоплавних птахів. Він експериментально довів, що можна навчити птахів мігрувати, керуючи зграєю за допомогою моторного дельтаплана. У 1993 році, після багатьох років підготовки та боротьби з бюрократією, Лішману вдалося провести ключ канадських казарок з Онтаріо до Північної Вірджинії в Сполучених Штатах. З шістнадцяти птахів у зграї чотирнадцять повернулися до Онтаріо самостійно в 1994 році, що засвідчило успіх усієї операції, яка називається операцією «Міграція». У наступні роки Лішман продовжив свої зусилля і, використовуючи свій досвід роботи з казарками, зробив спробу очолити в міграційних перельотах зникаючі види, насамперед журавля американського. У 1996 році на основі оповідання Лішмана та його книги 1995 року «Father Goose» («Батько гусак») був знятий фільм під назвою «Шлях додому» (англ. Fly away home).

## Виноски
1. 1 2  Bibliothèque nationale de France BNF: платформа відкритих даних — 2011.
2. ↑  Scugog artist, inventor, pioneer Bill Lishman passes away
3. 1 2 3 4 5 6  Чеська національна авторитетна база даних
4. ↑  Scugog artist, inventor, pioneer Bill Lishman passes away (англ.). Архів оригіналу за 22 лютого 2022. Процитовано 22 лютого 2022.
5. 1 2  William Lishman | Artist | Thinker | Father Goose (англ.), архів оригіналу за 26 листопада 2017, процитовано 22 лютого 2022
6. ↑  FATHER GOOSE: The WILD life of Bill Lishman (англ.). Архів оригіналу за 22 серпня 2006. Процитовано 22 лютого 2022. [Архівовано 2006-08-22 у Wayback Machine.]
7. ↑  Fly away home на сайті IMDB. Архів оригіналу за 22 лютого 2022. Процитовано 22 лютого 2022.

## Зовнішні посилання
- Архівний вебсайт Білла Лішмана )
- Операція «Міграція» (програма закінчилася в 2015 році) (англ.)